# Conus archon
Conus archon é uma espécie de gastrópode do gênero Conus, pertencente à família Conidae.

## Ligações externas

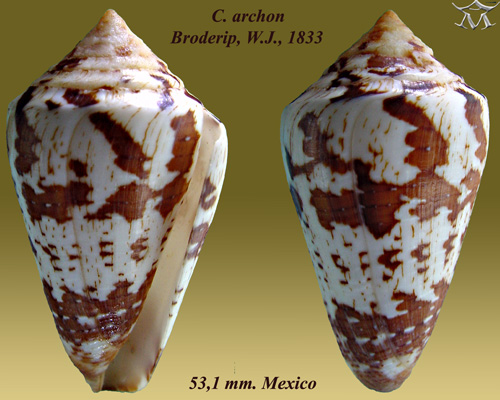
Conus archon Broderip, W.J., 1833
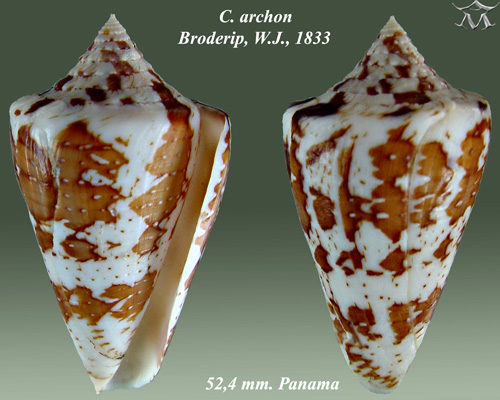
Conus archon Broderip, W.J., 1833